# Подкопаев, Борис Николаевич
Бори́с Никола́евич Подкопа́ев — советский фигурист. Бронзовый призёр чемпионата СССР 1949 года в парном катании, бронзовый призёр чемпионатов СССР 1945, 1950 и 1951 годов в одиночном катании. Выступал в одиночном катании, а также в паре с Нонной Картавенко. По окончании спортивных выступлений работал тренером по фигурному катанию.